# Imelda (Zamboanga Sibugay)
Pour les articles homonymes, voir Imelda.
Imelda est une localité de la province du Zamboanga Sibugay, aux Philippines. En 2015, elle compte 28 018 habitants.